# Добровиці

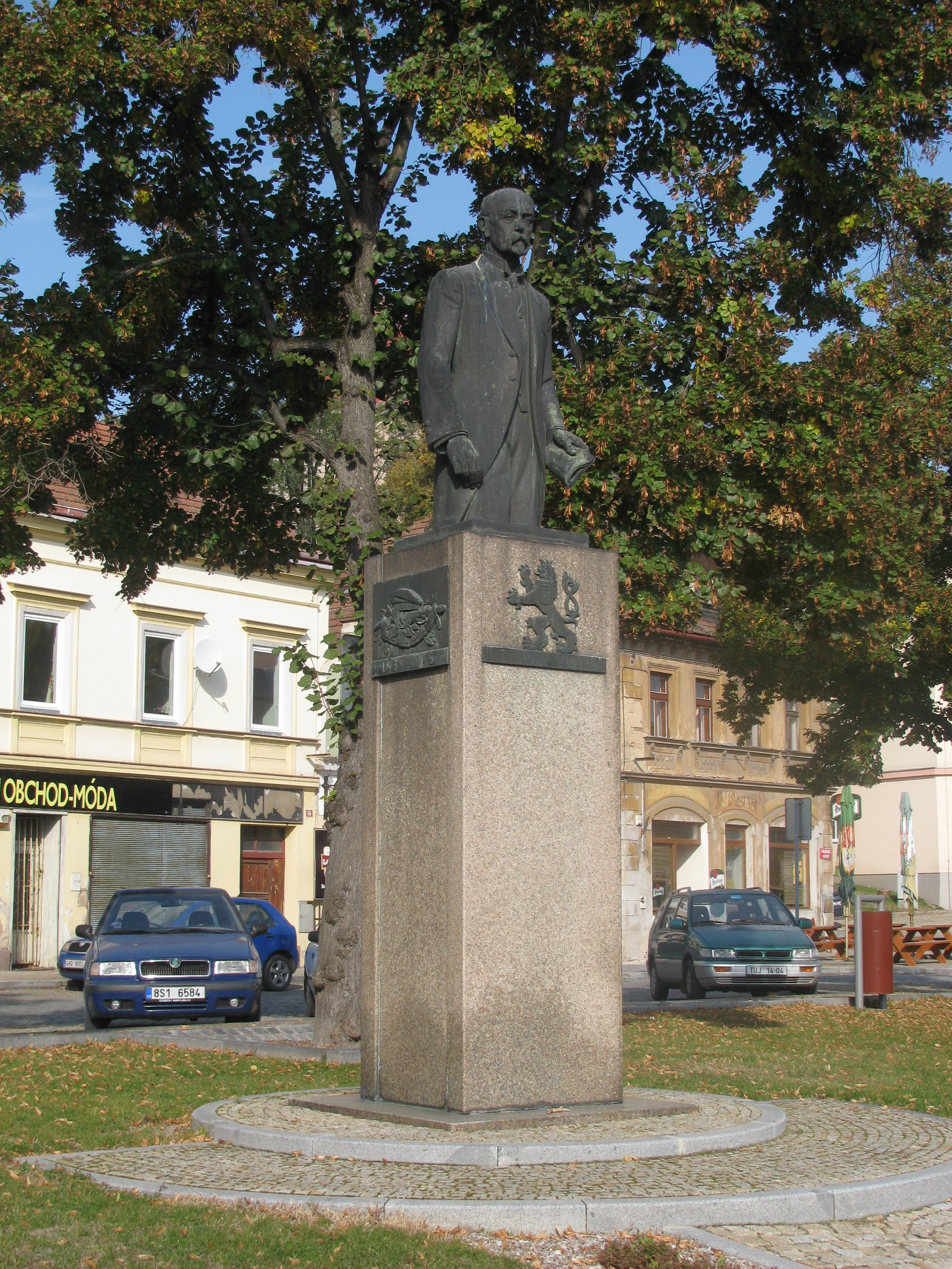
Пам'ятник Томашу Гаррігу Масарику у верхній частині площі Палацького в Добровіце

Добровиці (чеськ. Dobrovice; також спочатку зневажливе Picava в місцевому діалекті) — місто в Середньочеському краї, район Млада-Болеслав. Знаходиться в 7 кілометрах на південний схід від міста Млада-Болеслав, головним чином у південних передгір'ях і в околицях Хлоумецького хребта. Місто складається з восьми частин муніципалітету, раніше окремих муніципалітетів. Крім самого Добровіце, це Боєтіце, Голе Врхи, Хлоумек, Лібіхов, Сичина, Тинец і Угерце.
В місті проживає близько 3 500 жителів, з них в самому муніціпалітеті Добровіце менше 2000 жителів. Сьогодні Боєтіце, Тинец, а також незалежне село Вінаржіце структурно злиті з первісним Добровіце. Територія Хлоумека, Лібіхова та Сичіни утворює ексклав муніципалітету, відділений від решти Добровіце територією Вінаржіце.

## Історія
По одній з теорій засновником міста є Добровіт († 1178), канонік Вишеградського капітулу, який володів землями в тих околицях. Найдавніша письмова згадка датується 1249 роком, коли згадується Мстидрух з Добровічевсі, празький намісник, бургграф Празького Граду та предок панів Хлум. Назва Dobroviceves (або Dobrovicèves) означає село Добровіта. Припускають, що тодішнє поселення було розташоване на південний схід від сьогоднішньої церкви.
Родина Хлумецьких побудувала нову фортецю в Добровиці замість зруйнованого замку Хлум. Ймовірно, це сталося не пізніше 14 століття, але задокументовано це ще в 1541 році. Не пізніше XIV століття утворилась витягнута сільська площа, що простягалась від фортеці на півдні до схилу з церквою.
У 1545 році маєток купила родина Будових з Будова, але вже в 1551 році вони продали його вдові Анні з Вартенберка. Від неї маєток потім перейшов до її другого чоловіка Їндржиха з Вальдштейна (1517—1579), з яким перший почався період великого розвитку. Їндржих обрав місто Добровіцеве центром свого маєтку, а в 1558 році імператор Фердинанд I його підвищив до міста під назвою Добровіце. Верхня частина села була розширена і набула характеру площі. Між 1569 і 1571 роками він мав нову готико-ренесансну трибанну церкву св. Варфоломій. У 1578 році він почав зводити на місці фортеці розкішний ренесансний замок. Будівля мала чотири наріжні вежі, аркади навколо прямокутного двору та була захищена ровом.
Син Їндржиха Генік (1568–1623) заснував біля костелу латинську школу, де також працювали викладачі Празького університету. З іншого боку, він також ініціював суди над відьмами у своєму маєтку. Місто Добровіце було центром відносно володінь, що складались з 21 села. Але після Битви на Білій Горі Геник був позбавлений цієї власності за участь у антигабсбурзькому повстанні й змушений був тікати до Саксонії .
Маєток придбав Альбрехт з Вальдштейна, але він передав його своєму дядькові Адаму Молодшому з Вальдштейна, пізніше найвищому бурграфу Праги, який приєднав до міста сусідні Вінаржіце. Останнім вальдштейнським володарем міста був Ян Йозеф, після смерті якого в 1731 році маєток перейшов до родини Фюрстенбергів через шлюб його дочки.
Подібним чином Добровичі були придбані родиною Турн-Таксіс у 1809 році. Проте ані Фюрстенберги, ані Турн-Таксіс не використовували замок Добровіце як свою резиденцію. Лише в 1831 році Карел Ансельм з Турн-Таксіса збудував тут цукровий завод (другий на той момент у Чехії). У зв'язку з реконструкцією було знесено замкову каплицю, увесь північний та частково західний і східний флігелі, а також замковий сад був прибраний. Цей крок став ще одним етапом у бурхливому розвитку міста. За наступні сто років кількість будинків у місті зросла більш ніж утричі, місто розрослося до сусідніх Вінаржіце та Боєтіце. Кількість мешканців самого Добровіце (тобто без пізніше приєднаних муніципалітетів) досягла свого історичного максимуму перед Першою світовою війною, у 1910 році вона становила 2906 жителів.

### Сучасна історія
У 80-х роках 20-го століття вісім раніше окремих муніципалітетів в околицях були приєднані до Добровиці. За винятком Вінаржіце, яке знову стало незалежним у 1990 році, ці поселення досі є частиною міста. У північно-східній частині площі було знесено частину початкової будівлі та побудовано універмаг Chlum (сьогодні він уже не служить своєму первісному призначенню, будівля належить компанії, яка керує тут приватним архівом).
У 1990-х роках цукровий завод у Добровіце був проданий французькій компанії Union SDA (сьогодні Tereos). Сьогоднішня компанія Tereos TTD є найбільшим виробником цукру та алкоголю в Чехії.
У 2009 році площа Палацького зазнала масштабної реконструкції. Тоді ж було створено Музей цукру, винокуріння, буряківництва та міста Добровіце.
У 2021 році була реконструйована будівля колишнього настоятеля при костелі св. Варфоломія. Вона була перебудована у 1873 році в стилі пізнього бароко неокласицизму. Не виконувала свого первісного призначення і приблизно з 1970-х років занепала. Зараз тут знаходиться відділення ZUŠ та деякі місцеві товариства.

### Територіальна інтеграція
Історія територіальної інкорпорації охоплює період з 1850 року по теперішній час. У хронологічному огляді подано територіальну адміністративну зміну юрисдикції міста:
- 1850 Чеська земля, Їчинський край, політико-судовий округ Млада-Болеслав[5]
- 1855 Чеська земля, Млада-Болеславський край, Млада-Болеславський судовий округ[5]
- 1868 Чеська земля, політичний і судовий округ Млада-Болеслав[5]
- 1939 Чехія, Oberlandrat Jičín, політичний і судовий округ Млада-Болеслав[6]
- 1942 Чехія, Oberlandrat Prague, політико-судовий округ Млада-Болеслав[7]
- 1945 Чеська земля, адміністративний і судовий округ Млада Болеслав
- 1949 р. Празька область, округ Млада-Болеслав
- 1960 Середньочеський край, Млада-Болеславський повіт

### 1932 рік
У м. Добровіце у 1932 році проживало 1765 жителів. Були зареєстровані такі контори, підприємства та магазини:
- Установи та виробництва: пошта, телеграф, телефонна станція, жандармська станція, католицький костел, торгове товариство, добровільна пожежна команда, 2 виробники цементних виробів, цегельний завод, цукровий завод, кам'яний завод, лікеро-горілчане виробництво, млин, лісопилка, пивоварний завод, буряківництво, виробництво газованої води.
- Послуги: 3 лікаря, 2 стоматологи, ветеринар, 3 водія, 3 кондитери, оббивник, 2 аптеки, 2 електрообладнання, фотоательє, годинникар, 8 корчм, готель Radnice, музична школа, 3 учасники гурту, аптека, 3 маляри, механіки, модистки, 4 магазини канцтоварів, 2 похоронних бюро, мережевий цех скла та порцеляни, громадська кредитна спілка, ощадна каса, ощадно-кредитна спілка, торгово-кредитна спілка, районна господарська кредитна спілка, 2 будівельників, мовна школа, велике господарство (більше 100 га), магазин велосипедів, 2 садівництва, майстер-муляр, стоматологічний кабінет.

## Сучасність
Муніципальне управління Добровіце, розташоване в ренесансній будівлі ратуші на Palackého náměstí, виконує функцію загального будівельного управління для 15 муніципалітетів (Ctiměřice, Dobrovice, Charvatce, Chudíř, Jabkenice, Kobylnice, Kosorřice, Ledce, Němčice, Pěčice, Продашіце, Семчице, Уйковіце, Вінаржице, Жерчіце) і виконує функцію реєстраційного органу для 12 муніципалітетів (Цтимержице, Добровіце, Кобильніце, Ледце, Немчице, Непржевазька, Печіце, Продашіце, Семчице, Уйковіце, Вінаржице, Жерчіце). Місто також надає послуги зборового майданчика .
У місті є початкова школа та дитячий садок, філія початкової школи мистецтв, пошта, бібліотека, фельдшерсько-акушерський пункт, ветлікарня, райвідділ міліції, супермаркет «Пенні маркет», АЗС та інші дрібні торговельні заклади, магазини та загальні служби.
В місті діє театральне об'єднання «Добровіт», яке з 1949 року щорічно організовує виставу аматорської театральної трупи «Pojizerské hry». Іншим регулярним заходом є фестиваль духової музики Fadrhonsova Dobrovice . Кілька разів на місяць тут показують кінотеатр, а в районі Голе Врхи знаходиться найменший театр у Чехії під назвою «Komorní scéna». Місцевий ФК «Добровіце» виступає в групі дивізіону C, з 2015 по 2019 рік брав участь у третьому за силою футбольному турнірі Чехії — ČFL .
Найбільшим підприємством міста є Cukrovar Dobrovice, що належить Tereos TTD. Кілька інших менших промислових підприємств (KWD Bohemia, Uniplast та інші) розташовані в місті, переважно в його південній частині.

## Орієнтири
- Мерія
- Костел св. Варфоломія
- Костел св. Вацлава
- Костел св. Анни
- Музей цукрової промисловості, винокурні, буряківництва та міста Добровіце (колишній замок)
- Городище Švédské šance
- Добровицький пивзавод

## Громадський транспорт
Автомобільний транспорт
Через район міста Лібіхов (5 км від центру міста) проходить дорога І класу I/38. Відстань від міста Млада Болеслав до центру Добровіце становить 7 км.
Залізничний транспорт

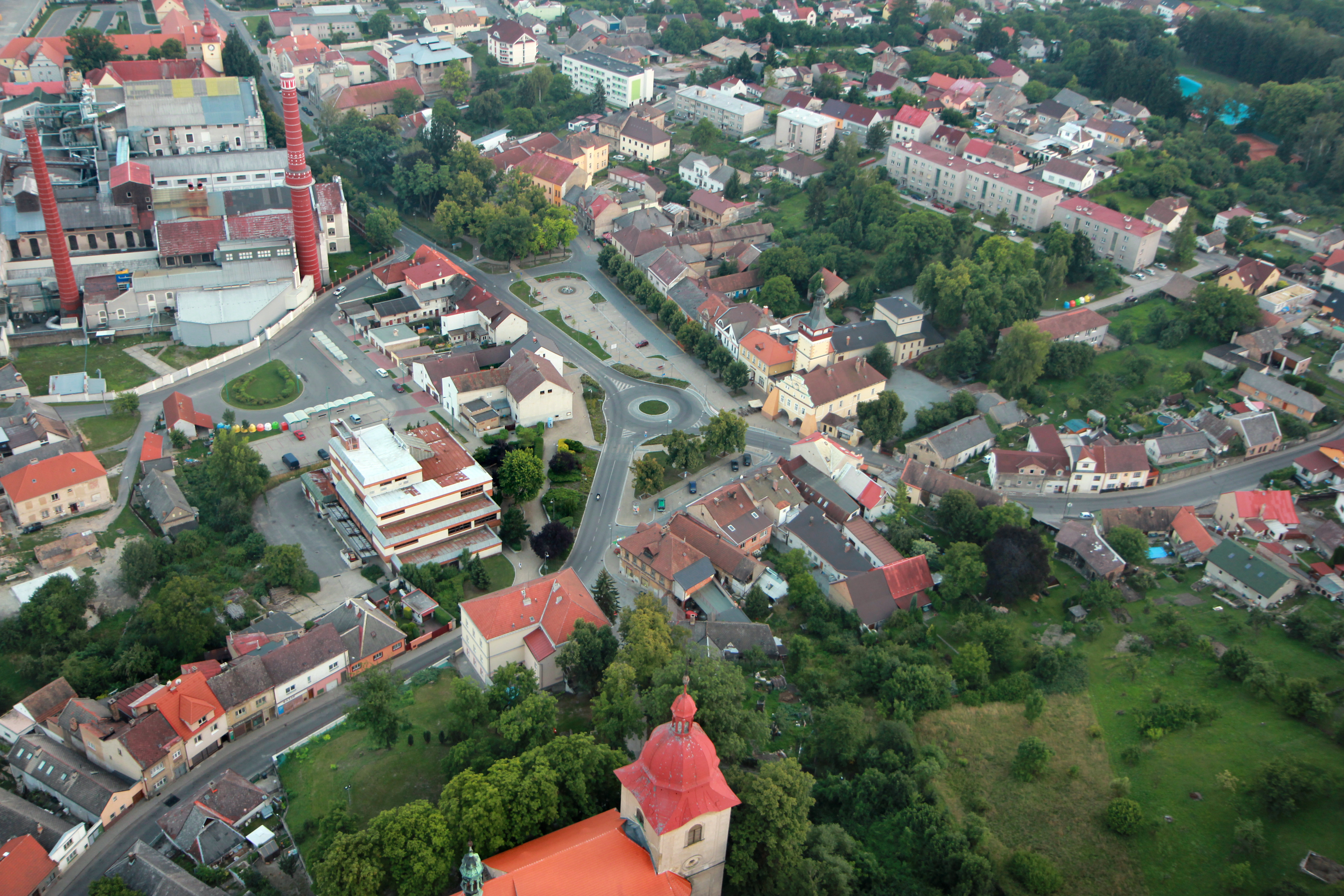
Центр Добровіце з висоти пташиного польоту

Місто Добровіце розташоване біля залізничної лінії 071 Німбурк — Млада-Болеслав. Це одноколійна загальнодержавна лінія, рух по якій розпочато в 1870 році. Транспортне навантаження лінії 071 на 2011 рік в обох напрямках становило 5 експресів та 10 пасажирських поїздів. На території міста розташована проміжна залізнична станція Добровіце, тут зупиняються лише пасажирські поїзди. Станція знаходиться в 2,5 км від центру міста.
У минулому до Добровіце вела міська залізниця Рокитяни — Добровіце. Це була одноколійна місцева лінія, спочатку приватна — належала принцу Турн-Таксісу. Вантажні перевезення зародилися в 1883 році, пасажирські — в 1902 році. Лінія була націоналізована в 1908 році. Станція в Добровіцах називалася Taxis-Dobrovice, пізніше Dobrovice město. Завантаженість лінії пасажирськими поїздами була мінімальною, становила дві пари пасажирських поїздів на добу. Пасажирський рух було припинено в 1970 році, лінію скасовано в 1974 році.
Від залізничної станції Dobrovice město існувала колія до цукрового заводу. Третя гілка колійного трикутника, яка мала забезпечити прямий проїзд від лінії Рокитяни — Dobrovice město до станції Добровіце, була остаточно побудована лише після її скасування.
Автобусне сполучення
З 29 серпня 2020 року Добровіцко підключено до Празького інтегрованого транспорту. У листопаді 2022 року автобусні лінії:
- № 403 Дольні Боусов — Прага (Черний Мост)

- № 416 Хлоумек — Млада-Болеслав
- № 417 Мцели — Млада-Болеслав
- № 418 Сміловіце — Млада-Болеслав
- № 463 Рождаловіце — Млада-Болеслав
- № 432 Milovice — Mladá Boleslav
- № 499 Nymburk — Mladá Boleslav[11]